# Сатанинська біблія
Сатанинська Біблія (англ. The Satanic Bible) книга, написана Антоном Шандором ЛаВеєм в 1969 році.

## Розділи «Сатанинської біблії»
«Сатанинська біблія», крім вступу, написаного іншими авторами, розділена на чотири розділи під такими назвами:
- «Книга Сатани»
- «Книга Люцифера»
- «Книга Веліала»
- «Книга Левіафана»

## Відгуки про книгу
Кандидат культурології, доцент кафедри філософії, біоетики і культурології УГМА Е. В. Білоусова з приводу «Сатанинської біблії» зазначає наступне: 
"Вона допомагає скласти точку зору про те, що загальноприйнятий образ сатаніста як якогось чорнокнижника, є неточним. «Сатанинська біблія» є послідовною, раціональною роботою, яка описує систему вірувань, яка привертає величезний інтерес підлітків. Згідно сатаністів, загробного життя не існує, принаймні, райського, тому треба поспішати насолоджуватися земними радощами. Ла Вей абсолютно чітко пов'язує відродження сатанізму з культом тілесних бажань, поблажливістю до плотських прагнень, характерних для масової культури. По суті, сатанізм — це крайнє вираження матеріалізму і гедонізму сучасної західної цивілізації ".